# Ashworth
Ashworth var en civil parish från 1866 till 1894 då den blev en del av Birtle cum Bamford, i grevskapet Lancashire (nu Greater Manchester), i England. Denna civil parish var belägen 15 km från Manchester och hade 137 invånare år 1891.